# Библиотека „Доситеј Обрадовић” (Вождовац)
Библиотека „Доситеј Обрадовић” је библиотека позајмног типа. Једна је од тринаест организационих јединица, односно општинских мрежа Библиотеке града Београда, а има пет огранка. Налази се у Устаничкој улици 125ц на Вождовцу.

## Опште информације
После 1920. године на Вождовцу и у другим београдским насељима формирају се одбори за улепшавање преграђа, чији је био задатак брига о просвети, култури и комунална проблематика. Ово друштво на Вождовцу поред две школе, 1933. године отвара библиотеку под називом „Библиотека и читаоница Горњи Вождовац”, која се издржавала од чланарине. Налазила се у малој радњи у Улици војводе Степе бр. 287. Првих неколико књига добијено је бесплатно, а неколико листова и часописа овој библиотеци су слали своја издања. У библиотеци су се одржавали курсеви француског језика и стенографија, а постојале драмска, музичка, шаховска и спортска секција.
Простор у којем је библиотека радила постаје мали, а баш тада издавала се у закуп зграда кумодрашке општине. Добровољним прилозима сакупљена су средства за плаћање закупнине и Библиотека на лицитацији добија зграду. Добровољним радом читава зграда је реновирана. Апелима за помоћ од редакција часописа, издавачких кућа, књижара, спортских клубова, продавница спортске опреме и музичких реквизита зграда се у потпуности опрема.
Библиотека је добила више од хиљаду књига, бесплатне преплате на листове и часописе, неколико музичких инструмената и опрема за фудбалски клуб. Грађани су поклонили и неколико тепиха, полице и столове, а и фотеље. У октобру 1930. године организовано је свечано отварање пријатно и садржајно опремљене нове библиотеке. У дану отварања уписано је сто педесет утемељивача, добротвора и помагача, који су, уплативши значајна средства, помогли рад Библиотеке у прво време. Музичка секција, чији је оркестар свирао недељом и празницима, организовала је игранке, а средства од забаве коришћена су за повећање књижног фонда. Библиотека је убрзо добила и помоћ градске општине и развијала се до 1937. године.
У година пре Другог светског рата рад библиотеке стагнира. У послератним годинама, Вождовац се развија у урбанизовану средину. Пораст становништва приметан је како у сеоским тако и у градским срединама. Иницијатива за поновним отварањем библиотеке, сада у 6. реону, јавила се већ 1945. године. На дан 8. јуна Народни одбор доноси одлуку о отварању библиотеке. Неколико просветних радника школе „Доситеј Обрадовић“ прикуљао је фонд. Сакупљено је око 3.000 књига, а део фонда новоосноване библиотеке чинио је и сачувани део књига предратне „Библиотеке и читаонице Горњи Вождовац”.
Библиотека је, нешто касније, добила и насељске читаонице (касније библиотеке): у Маринковој Бари, на Бањици и на Лекином брду. Библиотека има фонд од око 4.000 књига. Бави се и популарисањем књижевности, те се организују књижевне вечери посвећене великим писцима: Толстоју, Шекспиру, Шантићу, организују се читалачки кружоци и изложбе књига. Централна библиотека 1964. године добија име Библиотека „Доситеј Обрадовић”. Огранци настају и у Кумодражу, Пиносави и Јајинцима.
Године 1989, након референдума, библиотеке Општине Вождовац интегрисане су са Библиотеком града Београда и од тада библиотеке територијално распоређене на овој општини раде као организационе јединице Библиотеке града Београда, а има их пет.
Године 2021. библиотека је реновирана, а укупан трошак износио је око 100.000 евра, што је потрошено на грађевинске радове, нове полице и друго.

## Услуге
- Књиге за одрасле
- Књиге за децу и младе
- Мултимедија (ДВД, ЦД)
- Читаоница
- Културно образовни програми
- Рачунари за кориснике

## Огранци
- Централно одељење „Доситеј Обрадовић”
- Огранак „Карађорђе”
- Огранак „Филип Вишњић”
- Огранак „Милутин Ускоковић”
- Огранак „Милутин Панић Суреп”